# JSTOR
JSTOR (acrônimo para Journal Storage) é um sistema online de arquivamento de revistas acadêmicas sediado nos Estados Unidos, fundada em 1995.
A JSTOR foi originalmente fundada pela Fundação Andrew W. Mellon, mas é atualmente uma organização sem fins lucrativos independente e auto-sustentável, com escritórios em Nova Iorque e Ann Arbor (Michigan).

## História
O JSTOR foi concebido como uma solução para um dos problemas enfrentados pelas bibliotecas, especialmente bibliotecas universitárias e de pesquisa, devido ao crescente número de periódicos acadêmicos. O fundador, William G. Bowen, foi o presidente da Universidade de Princeton de 1972 a 1988. A maioria das bibliotecas defrontou-se com custos e espaço proibitivos para manter uma coleção dessas publicações. Digitalizando muitos títulos das publicações, a JSTOR permitiu a bibliotecas terceirizar o armazenamento desses periódicos, com a confiança de que permaneceriam disponíveis por um longo tempo.
O JSTOR originalmente incluía dez periódicos de economia e história; e foi iniciado em 1995 em sete sítios de diferentes bibliotecas. Dez novos sítios foram adicionados na primavera de 1996. Posteriormente, o acesso ao JSTOR foi melhorado, permitindo pesquisa diretamente nos textos. Um software especial foi posto em prática para tornar as fotografias e gráficos claros e legíveis.
Com o êxito deste projeto, mas ainda limitado, Bowen e Kevin Guthrie, então presidentes do JSTOR, se interessaram em expandir o número de periódicos participantes. Eles se reuniram com representantes do Royal Society de Londres; e foi realizado um acordo para digitalizar o Philosophical Transactions of the Royal Society desde suas primeiras edições em 1665. O trabalho de inclusão desses volumes ao JSTOR foi completado em 2000. Em junho de 2007, o banco de dados continha 729 títulos de periódicos e mais de 165.000 edições individuais, totalizando mais de 23 milhões de páginas de texto.

## Caso Aaron Swartz
No final de 2010 e início de 2011, o ativista da Internet Aaron Swartz, usando a rede de dados do MIT, fez download e upload posteriormente de uma parte substancial da coleção de artigos de periódicos acadêmicos do JSTOR. Quando isto foi descoberto, a JSTOR parou o download, e o identificou usando câmeras escondidas no local onde Swartz usou para fazer download e upload dos periódicos.
No mês seguinte, as autoridades federais acusaram Swartz de "roubo de dados" relacionados com crimes, incluindo fraude eletrônica, fraude de computador, obter ilegalmente informações de um computador protegido, de forma imprudente e danos a um computador protegido. Swartz se entregou às autoridades, mas não se declarou culpado de todas as acusações; e foi estabelecida uma fiança de 100.000 dólares. Em setembro de 2012, o governo dos EUA aumentou o número de acusações contra Swartz de quatro para 13, com uma possível pena de 35 anos de prisão e um milhão de dólares em multas. O caso ainda estava pendente quando Swartz supostamente se suicidou em janeiro de 2013.

## Uso e conteúdo
O acesso ao JSTOR é licenciado principalmente a bibliotecas, universidades e editores de todo o mundo. Instituições licenciadas podem fazer o JSTOR disponível livremente para seus membros através da Internet. Subscrições individuais também estão disponíveis para determinados títulos das publicações através da editora do periódico.